# Convertidor digital descendente
En procesamiento de señal digital, un convertidor digital descendente (abreviado como DDC, del inglés "Digital down converter") traslada una señal digitalizada de banda limitada a una banda de frecuencia más baja mediante muestreo a una frecuencia menor que la indicada por el teorema de Nyquist para simplificar las etapas de radio subsiguientes. El proceso conserva toda la información en la señal original, excepto la que se pierde por errores de redondeo en los procesos matemáticos. Las señales de entrada y salida pueden ser muestras reales o complejas. A menudo, el DDC convierte la señal de frecuencia de radio o frecuencia intermedia sin formato a una señal compleja o en banda base.

## Arquitectura
Un DDC consta de tres subcomponentes: un sintetizador digital directo (DDS, por la sigla en inglés de "direct digital synthesizer"), un filtro de paso bajo (LPF) y un submuestreador de baja resolución, que se puede integrar en el filtro.

Diagrama de bloques de un DDC

El DDS genera una sinusoide compleja de frecuencia intermedia (IF), que, al multiplicarse con la señal de entrada, crea bandas laterales del espectro de esta señal, centradas en las frecuencias de suma y diferencia, tal como ocurre en la modulación de amplitud. Los filtros de paso bajo (que en el diagrama están indicados con la imagen de un pulso) dejan pasar la frecuencia de diferencia (es decir, banda base) mientras rechazan la imagen de la frecuencia de suma, lo que resulta en una representación compleja de banda base de la señal original. Suponiendo una elección adecuada del ancho de banda IF y LPF, la señal de banda base compleja es matemáticamente equivalente a la señal original. En su nueva forma, se puede muestrear fácilmente y es más conveniente para muchos algoritmos de procesamiento de señal digital.
Se puede utilizar cualquier filtro de paso bajo adecuado, incluidos los filtros FIR, IIR y CIC (Combinador de integración en cascada). La opción más común es un filtro FIR para bajas cantidades de diezmado (menos de diez) o un filtro CIC seguido de un filtro FIR para relaciones de disminución de muestreo más grandes.

## Variaciones en el DDC
Son útiles diversas variantes en el DDC, incluidas muchas que ingresan una señal de retroalimentación en el DDS. Éstos incluyen:
- Lazos de seguimiento de fase para recuperación de portadora de decisión dirigida en el que las señales I (en fase) y Q (en cuadratura) se comparan con el punto de constelación ideal más cercano de una señal PSK, y la señal de error resultante es filtrada y retroalimentada en el DDS
- Un bucle de Costas en el que las señales I y Q se multiplican y se filtran en paso bajo como parte de un ciclo de recuperación de portadora BPSK/QPSK

## Implementación
Los DDC se implementan más comúnmente en forma de una matriz de puertas lógicas programable en campo o en circuitos integrados específicos de la aplicación. Si bien las implementaciones de software también son posibles, las operaciones en el DDS, los multiplicadores y las etapas de entrada de los filtros de paso bajo se ejecutan a la velocidad de muestreo de los datos de entrada. Estos datos se toman comúnmente directamente de convertidores analógico a digital (ADC) que muestrean señales a decenas o cientos de MHz. Los dispositivos basados en el algoritmo CORDIC son una alternativa al uso de multiplicadores en la implementación de conversores digitales.